# Coppa del Mondo di ginnastica ritmica 2013
Le tappe di Coppa del Mondo di ginnastica ritmica 2013 comprendono un evento di categoria A (Sofia) e sette eventi di categoria B. Fatta eccezione per Tartu, Sofia e Corbeil-Essones, che sono concorsi riservati esclusivamente alle atlete individualiste, tutte le tappe sono dotate di tornei individuali e concorsi di gruppo. L'evento All-around serve anche come qualificazione per l'evento di categoria A.
Con sette tappe in Europa, le gare sono in programma per febbraio 8-10 a Tartu (EST), aprile 3-6 a Lisbona (POR), Aprile 19-21 aprile a Bucarest (ROU), 26-28 aprile a Pesaro (ITA), Maggio 04-05 a Sofia (BUL), 10-12 maggio a Corbeil-Essonnes (FRA), 17-19 maggio a Minsk (BLR) e 17-18 agosto a San Pietroburgo (RUS).
I punti delle quattro migliori prestazioni negli eventi di World Cup ottenuti da ogni partecipante vengono raccolti e sommati. In base al totale verranno quindi premiate per ogni categoria le atlete che avranno ottenuto più punti, durante la tappa finale di San Pietroburgo, Russia.
Margarita Mamun diventa la vincitrice della serie finale individuale all-around della World Cup davanti alla bielorussa Melitina Staniouta e la russa Yana Kudryavtseva.

## Formato
| Data               | Categoria | Luogo            | Tipo                    |
| ------------------ | --------- | ---------------- | ----------------------- |
| 8–10 Febbraio 2013 | Cat. B    | Tartu            | Individualiste          |
| 3–7 Aprile 2013    | Cat. B    | Lisbona          | Individualiste & Gruppi |
| 19–21 Aprile 2013  | Cat. B    | Bucarest         | Individualiste          |
| 26–28 Aprile 2013  | Cat. B    | Pesaro           | Individualiste & Gruppi |
| 4–5 Maggio 2013    | Cat. A    | Sofia            | Individualiste & Gruppi |
| 10–12 Maggio 2013  | Cat. B    | Corbeil-Essonnes | Individualiste          |
| 17–19 Maggio 2013  | Cat. B    | Minsk            | Individualiste & Gruppi |
| 17–18 Agosto 2013  | Cat. B    | San Pietroburgo  | Individualiste & Gruppi |

## Vincitrici

### Concorso Generale

#### Individuali
| Competizioni     | Oro               | Argento              | Bronzo              |
| ---------------- | ----------------- | -------------------- | ------------------- |
| Categoria A      |                   |                      |                     |
| Sofia            | Jana Kudrjavceva  | Silvija Miteva       | Margarita Mamun     |
| Categoria B      |                   |                      |                     |
| Tartu            | Hanna Rizatdinova | Melicina Stanjuta    | Marina Durunda      |
| Lisbona          | Margarita Mamun   | Aleksandra Merkulova | Hanna Rizatdinova   |
| Bucarest         | Melicina Stanjuta | Alina Maksymenko     | Dar'ja Svatkovskaja |
| Pesaro           | Melicina Stanjuta | Marija Titova        | Dar'ja Svatkovskaja |
| Corbeil-Essonnes | Hanna Rizatdinova | Melicina Stanjuta    | Margarita Mamun     |
| Minsk            | Jana Kudrjavceva  | Dar'ja Svatkovskaja  | Melicina Stanjuta   |
| San Pietroburgo  | Margarita Mamun   | Melicina Stanjuta    | Jana Kudrjavceva    |

#### Gruppi
| Competizioni    | Oro      | Argento     | Bronzo      |
| --------------- | -------- | ----------- | ----------- |
| Categoria A     |          |             |             |
| Sofia           | Bulgaria | Russia      | Bielorussia |
| Categoria B     |          |             |             |
| Lisbona         | Spagna   | Bulgaria    | Russia      |
| Pesaro          | Italia   | Bulgaria    | Ucraina     |
| Minsk           | Russia   | Bielorussia | Italia      |
| San Pietroburgo | Russia   | Bielorussia | Spagna      |

### Finali

#### Cerchio
| Competizioni     | Oro                 | Argento              | Bronzo               |
| ---------------- | ------------------- | -------------------- | -------------------- |
| Tartu            | Hanna Rizatdinova   | Melicina Stanjuta    | Lalə Yusifova        |
| Lisbona          | Margarita Mamun     | Aleksandra Merkulova | Hanna Rizatdinova    |
| Bucarest         | Marija Titova       | Alexandra Piscupescu | Lalə Yusifova        |
| Pesaro           | Dar'ja Svatkovskaja | Melicina Stanjuta    | Alina Maksymenko     |
| Sofia            | Jana Kudrjavceva    | Silvija Miteva       | Hanna Rizatdinova    |
| Sofia            | Jana Kudrjavceva    | Silvija Miteva       | Son Yeon-Jae         |
| Corbeil-Essonnes | Margarita Mamun     | Hanna Rizatdinova    | Aleksandra Merkulova |
| Minsk            | Dar'ja Svatkovskaja | Son Yeon-Jae         | Neta Rivkin          |
| San Pietroburgo  | Margarita Mamun     | Son Yeon-Jae         | Melicina Stanjuta    |

#### Palla
| Competizioni     | Oro               | Argento              | Bronzo              |
| ---------------- | ----------------- | -------------------- | ------------------- |
| Tartu            | Melicina Stanjuta | Hanna Rizatdinova    | Marina Durunda      |
| Lisbona          | Margarita Mamun   | Hanna Rizatdinova    | Son Yeon-Jae        |
| Bucarest         | Melicina Stanjuta | Alexandra Piscupescu | Dar'ja Svatkovskaja |
| Pesaro           | Melicina Stanjuta | Marija Titova        | Neta Rivkin         |
| Sofia            | Margarita Mamun   | Silvija Miteva       | Jana Kudrjavceva    |
| Sofia            | Margarita Mamun   | Neta Rivkin          | Jana Kudrjavceva    |
| Corbeil-Essonnes | Margarita Mamun   | Melicina Stanjuta    | Hanna Rizatdinova   |
| Minsk            | Jana Kudrjavceva  | Dar'ja Svatkovskaja  | Silvija Miteva      |
| San Pietroburgo  | Jana Kudrjavceva  | Margarita Mamun      | Silvija Miteva      |

#### Clavette
| Competizioni     | Oro                | Argento             | Bronzo            |
| ---------------- | ------------------ | ------------------- | ----------------- |
| Tartu            | Hanna Rizatdinova  | Melicina Stanjuta   | Marina Durunda    |
| Lisbona          | Margarita Mamun    | Hanna Rizatdinova   | Melicina Stanjuta |
| Bucarest         | Melicina Stanjuta  | Non assegnata       | Alina Maksymenko  |
| Bucarest         | Daria Svatkovskaya | Non assegnata       | Alina Maksymenko  |
| Pesaro           | Melicina Stanjuta  | Dar'ja Svatkovskaja | Hanna Rizatdinova |
| Sofia            | Jana Kudrjavceva   | Hanna Rizatdinova   | Silvija Miteva    |
| Corbeil-Essonnes | Hanna Rizatdinova  | Margarita Mamun     | Melicina Stanjuta |
| Minsk            | Melicina Stanjuta  | Jana Kudrjavceva    | Non assegnata     |
| Minsk            | Melicina Stanjuta  | Son Yeon-Jae        | Non assegnata     |
| San Pietroburgo  | Margarita Mamun    | Jana Kudrjavceva    | Melicina Stanjuta |

#### Nastro
| Competizioni     | Oro                 | Argento           | Bronzo               |
| ---------------- | ------------------- | ----------------- | -------------------- |
| Tartu            | Melicina Stanjuta   | Hanna Rizatdinova | Marina Durunda       |
| Lisbona          | Margarita Mamun     | Melicina Stanjuta | Deng Senyue          |
| Bucarest         | Melicina Stanjuta   | Non assegnata     | Alexandra Piscupescu |
| Bucarest         | Dar'ja Svatkovskaja | Non assegnata     | Alexandra Piscupescu |
| Pesaro           | Melicina Stanjuta   | Son Yeon-Jae      | Hanna Rizatdinova    |
| Sofia            | Silvija Miteva      | Margarita Mamun   | Jana Kudrjavceva     |
| Sofia            | Silvija Miteva      | Hanna Rizatdinova | Jana Kudrjavceva     |
| Corbeil-Essonnes | Margarita Mamun     | Hanna Rizatdinova | Aleksandra Merkulova |
| Minsk            | Melicina Stanjuta   | Jana Kudrjavceva  | Dar'ja Svatkovskaja  |
| San Pietroburgo  | Margarita Mamun     | Jana Kudrjavceva  | Son Yeon-Jae         |

#### 10 clavette
| Competizioni    | Oro      | Argento     | Bronzo      |
| --------------- | -------- | ----------- | ----------- |
| Lisbona         | Russia   | Cina        | Svizzera    |
| Pesaro          | Italia   | Ucraina     | Bulgaria    |
| Sofia           | Bulgaria | Spagna      | Bielorussia |
| Minsk           | Italia   | Azerbaigian | Russia      |
| San Pietroburgo | Russia   | Bielorussia | Italia      |

#### 2 nastri 3 palle
| Competizioni    | Oro         | Argento     | Bronzo      |
| --------------- | ----------- | ----------- | ----------- |
| Lisbona         | Russia      | Cina        | Spagna      |
| Pesaro          | Italia      | Bulgaria    | Bielorussia |
| Sofia           | Russia      | Bulgaria    | Bielorussia |
| Minsk           | Bielorussia | Russia      | Brasile     |
| San Pietroburgo | Russia      | Bielorussia | Francia     |